# Hồ Đồng Chương

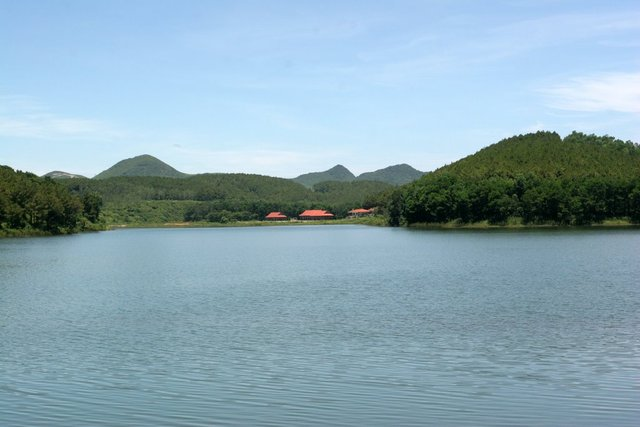
Một góc hồ Đồng Chương

Hồ Đồng Chương là một hồ nước ngọt thiên nhiên nằm giáp ranh giữa hai xã Phú Lộc và Phú Long huyện Nho Quan, tỉnh Ninh Bình. Hồ có diện tích mặt nước ~45 ha, nằm uốn lượn quanh các vạt đồi thông và có chu vi dài gần 6 km. So với hồ Đồng Thái và hồ Kỳ Lân thì hồ Đồng Chương nằm xa các trung tâm đô thị hơn (khu vực đệm của vườn quốc gia Cúc Phương), nên khung cảnh hồ khá hoang sơ và tĩnh lặng. Xung quanh hồ là những vạt đồi thông soi bóng tạo nên một không gian trong mát và thơ mộng giữa núi rừng đại ngàn.
Gần hồ Đồng Chương có thác Ba Tua và dòng Chín Suối, ven hồ là đồi thông và ao Trời, một ao ở trên đồi cao có nước trong xanh nhưng không bao giờ cạn.
Từ năm 2008, ngành Du lịch Ninh Bình đã khai trương khu du lịch sinh thái hồ Đồng Chương tại đây gồm nhiều công trình: khu du thuyền, khu vui chơi giải trí, khu nghỉ dưỡng nhà sàn, khu thể thao, cắm trại dã ngoại nằm trong rừng thưa, sân golf 36 lỗ, mảng cây xanh và đường giao thông.
Hiện nay, sân golf Tràng An với quy mô 36 lỗ ngay cạnh Hồ Đồng Chương và khu du lịch Cucphuong Resort & Spa đã được đưa vào hoạt động phục vụ du khách.

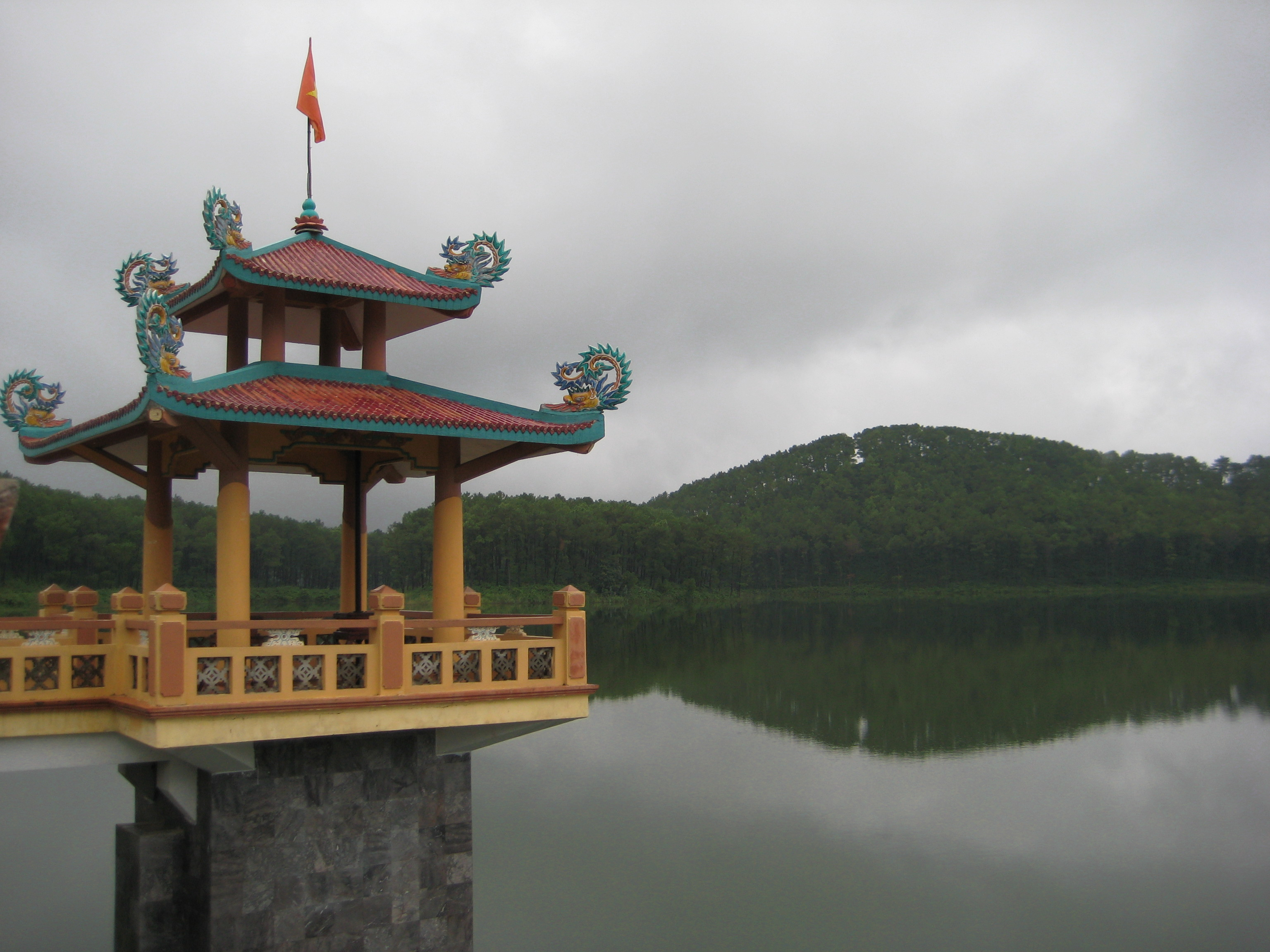
Chòi ngắm cảnh
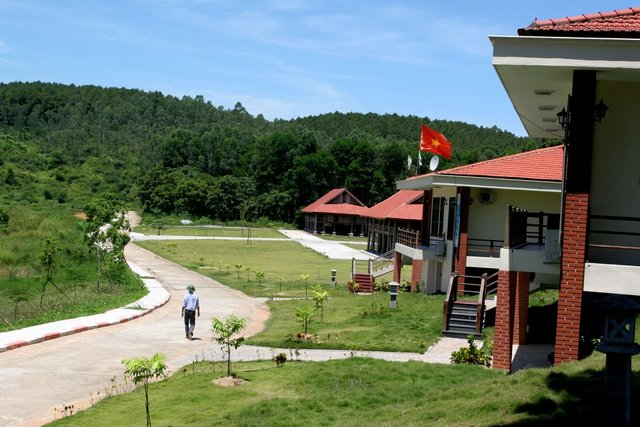
Khu nghỉ dưỡng
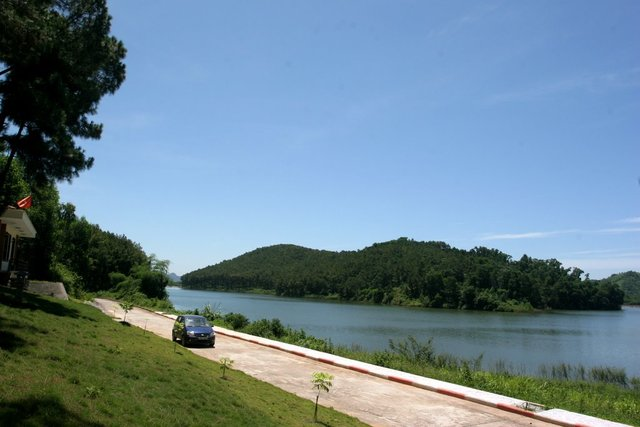
Đường quanh hồ
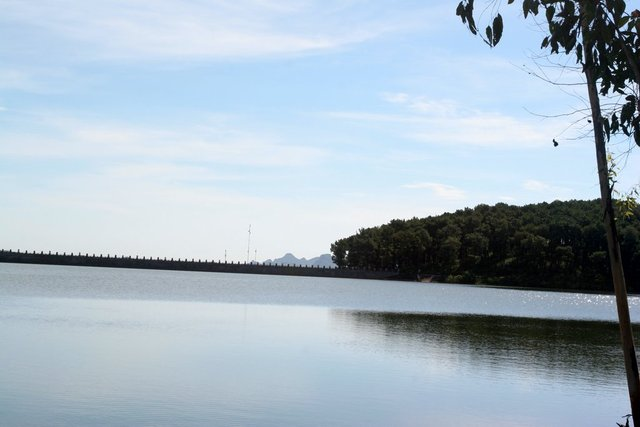
Một góc hồ